# Arnold Schütz
Arnold „Pico“ Schütz (* 19. Januar 1935 in Bremen; † 14. April 2015 ebenda) war ein deutscher Fußballspieler. Er gewann als Spieler des SV Werder Bremen 1961 den DFB-Pokal und in der zweiten Saison der Fußball-Bundesliga, 1964/65, die Meisterschaft.

## Laufbahn

### Oberliga Nord, 1955 bis 1963
Im Stadtteil Walle aufgewachsen, entwickelte sich beim dortigen TuS Walle der Sohn des einstigen Bremer Auswahlspielers Heinrich Schütz bereits in der Jugend bei den Blau-Weißen zu einem herausragenden Spieler. Im Jahr 1952 wurde der „Pico“ gerufene Spieler mit den Waller Junioren Bremer Stadtmeister und Pokalsieger. Nach dem Aufstieg 1954/55 in die Bremer Amateurliga wechselte er zur Runde 1955/56 zum norddeutschen Oberligisten SV Werder Bremen. Er erhielt anfangs eine monatliche Grundentschädigung von netto 120,00 DM und eine Leistungszulage von 10,00 DM pro Spiel. Unter Trainer Fred Schulz absolvierte der in den Anfangsjahren seiner Werder-Laufbahn als durchsetzungs- und schussstarker Mittelstürmer agierende Schütz in seiner Debütrunde in der Oberliga alle 30 Rundenspiele und erzielte dabei 18 Tore. Er avancierte damit neben Willi Schröder auf Anhieb zum zweitbesten Torschützen des SV Werder. Tabellarisch ging es mit Werder nach dem Engagement des Altinternationalen Georg Knöpfle als Trainer ab der Runde 1958/59 deutlich aufwärts. Schütz und seine Mannschaftskameraden beendeten von 1959 bis 1963 fünfmal die Oberligarunde im Norden auf der Vizemeisterposition hinter dem Serienmeister Hamburger SV. Insgesamt absolvierte der auch im Mittelfeld (Außenläufer und Halbstürmer) und als Mittelläufer auflaufende Allrounder von 1955 bis 1963 in der Oberliga Nord 219 Spiele und erzielte 109 Tore. In den Endrunden um die deutsche Fußballmeisterschaft erzielte Schütz in den Begegnungen gegen die Spitzenmannschaften aus dem Süden, Südwesten, Westen und Berlin von 1959 bis 1963 für Werder in 21 Spielen 13 Tore.
In der Oberligaära ragt der Erfolg in der Serie 1960/61 im DFB-Pokal heraus. Werder schaltete den 1. FC Saarbrücken, 1. FC Köln und im Halbfinale den Karlsruher SC aus und zog danach in das Finale am 13. September 1961 in Gelsenkirchen gegen den 1. FC Kaiserslautern ein. Mit der Abwehrformation Kokartis (Tor), Piontek, Nachtwey (Verteidiger) und der Läuferreihe mit Schimeczek, Schütz und Jagielski wurde die Offensive der Betzenberg-Elf in Schach gehalten und der Pokal mit einem 2:0 nach Bremen geholt. „Pico“ Schütz hatte zwar in der Oberligarunde 1960/61 22 Treffer markiert, füllte aber in der Serie 1961/62 durchwegs die Mittelläuferrolle aus. Als Pokalsieger nahm Schütz mit seinen Werder-Kollegen am Europacupwettbewerb der Pokalsieger 1961/62 teil und war in den vier Spielen gegen Aarhus GF und den späteren Cup-Sieger Atlético Madrid im Einsatz. Repräsentativ vertrat Schütz Norddeutschland in den Spielen gegen Süddeutschland (12. April 1959), Südwestdeutschland (19. März 1960), Westdeutschland (18. Dezember 1960) und während der Bundesligazeit am 30. September 1969 in Kiel gegen Jütland.
Insgesamt trug die Vereinslegende von 1955 bis 1972 826-mal das Werder-Trikot.

### Bundesliga, 1963 bis 1972
In der ersten Runde der neu geschaffenen Fußball-Bundesliga, 1963/64, belegte Werder Bremen mit dem neuen Trainer Willi Multhaup den zehnten Rang. Schütz hatte alle 30 Rundenspiele (16 Mannschaften) absolviert und 11 Tore erzielt. Durch die geglückte Leistungszuführung mit den erstklassig passenden Neuzugängen Horst-Dieter Höttges, Klaus Matischak, Heinz Steinmann sowie Hans Schulz aus der eigenen Amateurelf entwickelte sich Werder im zweiten Bundesligajahr 1964/65 überraschend zu einer Spitzenmannschaft. Nach der Hinrunde führte Bremen mit 20:10 Zählern – punktgleich mit Titelverteidiger 1. FC Köln – die Tabelle an. Mit 1860 München, dem 1. FC Nürnberg und Eintracht Frankfurt folgten drei Konkurrenten mit jeweils 17:13 Punkten. Die Elf von Trainer Multhaup hatte in 15 Hinrundenspielen 17 Gegentore bekommen, die Kölner Meistermannschaft dagegen 27. Spielführer Schütz bewährte sich neben seiner Allrounderqualitäten als wuchtiger Distanzschütze – zehn Tore – und stellte sich für den Trainer als ordnungs- und richtungsgebende „Rechte Hand“ auf dem Platz dar. Da die Grün-Weißen in der Rückrunde mit 21:9 Punkten Konstanz bewiesen – nur eine Niederlage und sieben Unentschieden –, holte sich Bremen mit dem Torverhältnis von 54:29 Toren mit drei Punkten Vorsprung vor dem 1. FC Köln die deutsche Meisterschaft 1965.
Im Jahr der Fußballweltmeisterschaft 1966 in England missglückte Schütz und Kollegen mit dem Erreichen des vierten Ranges hinter 1860 München (Meister), Borussia Dortmund und Bayern München die Titelverteidigung. Persönlich brachte „Pico“ in 23 Ligaspielen mit 20 erzielten Toren dagegen eine für einen Mittelfeldspieler weit überdurchschnittliche Quote zustande. Beim 5:2-Erfolg am 2. April 1966 gegen Borussia Neunkirchen zeichnete er sich als vierfacher Torschütze aus. Im Europacup der Meister scheiterte er mit Werder am späteren Finalisten FK Partizan Belgrad. Schütz brachte Werder im Rückspiel im Weserstadion in der 33. Minute mit 1:0 in Führung, aber der überragende Partizan-Torhüter Milutin Šoškić verhinderte weitere Treffer. In der 82. Minute wurde Schütz des Feldes verwiesen. Mit Trainer Fritz Langner platzierte sich Werder 1967/68 nochmals an der Tabellenspitze, Bremen erreichte die Vizemeisterschaft. Der 33-jährige Routinier war dabei als Chef der Abwehr in 30 Spielen auf dem Platz und erzielte zwei Treffer. Mit aller Disziplin und der ihm eigenen Kampfkraft und Einstellung konnte er in den nächsten Jahren das Absinken seines Vereines in der Tabelle nicht verhindern. Noch mit 36 Jahren hatte er in der Saison 1970/71 unter Trainer Robert Gebhardt alle 34 Ligaspiele bestritten. Als die Werder-Führung zur Runde 1971/72 mit den Neuzugängen Peter Dietrich, Herbert Laumen (beide Borussia Mönchengladbach), Willi Neuberger, Werner Weist (beide Borussia Dortmund), Jürgen Weber (Hertha BSC) und Carsten Baumann vom VfL Osnabrück sich auf dem Transfermarkt bedient hatte und damit die Hoffnung auf sportlich bessere Zeiten verband, stand Schütz nochmals in 15 Spielen mit drei Toren für Werder auf dem Platz. Die Hoffnungen auf einen Rundenverlauf in der Spitzengruppe der Bundesliga konnten nicht verwirklicht werden, Werder landete in der letzten Runde des Mannes aus Walle auf dem elften Rang und hatte einige Turbulenzen zu überstehen gehabt. Der überforderte Trainer Robert Gebhardt wurde am 26. September 1971 entlassen, der Pensionär Willi Multhaup überbrückte bis zum 24. Oktober, ehe der Trainerneuling Josef Piontek die Position bis zum 7. Mai 1972 ausfüllte und ab dem 8. Mai 1972 noch von Fritz Langner abgelöst wurde. Das letzte Bundesligaspiel absolvierte der spätere Ehrenspielführer am 3. Juni 1972 bei dem 2:2 im Niederrheinstadion im Spiel gegen Rot-Weiß Oberhausen.
Von 1963 bis 1972 wird „Pico“ Schütz in der Fußball-Bundesliga mit 253 Spielen und 69 Toren geführt. In den Anfangsjahren der Oberliga Nord zumeist als Mittelstürmer agierend, hatte er sich im Laufe der Zeit zu einem vielseitigen Allrounder entwickelt, der im Mittelfeld die Fäden zog, die Defensive als Mittelläufer oder Ausputzer dirigierte, zugleich Tore erzielte und darüber hinaus als Freistoß- und Elfmeterspezialist (19 verwandelte Elfmeter in der Bundesliga) galt. Er war kurze Zeit zusammen mit Peter Kaack Rekordbundesligaspieler.
Der in Worpswede mit Ehefrau wohnhafte Ehrenspielführer übte während seiner gesamten aktiven Laufbahn als Fußballer im höchsten Leistungsbereich im Hafen als Schadensbesichtiger einer Versicherung einen zivilen Beruf aus.

## Neben dem Platz
Neben seiner Profikarriere arbeitete Schütz im Hafenbetrieb als Küper.
Pico Schütz war über 50 Jahre verheiratet und hatte einen Sohn und eine Tochter.
Im November 2006 wurde Schütz im Klinikum Bremen-Mitte erfolgreich ein Tumor aus dem Kiefer entfernt. Der Ehrenspielführer von Werder Bremen feierte am 19. Januar 2010 im Rahmen eines vom Verein ausgerichteten Empfangs im Weserstadion seinen 75. Geburtstag. Geschäftsführer Klaus-Dieter Fischer hielt die Laudatio. Schütz verstarb 2015 im Alter von 80 Jahren. Er wurde in Worpswede bestattet. Am 7. Februar 2020 wurde ihm zu Ehren im Bremer Ortsteil Osterfeuerberg der „Pico-Schütz-Platz“ eingeweiht.